# Turîțea, Pereciîn
Turîțea (în ucraineană Туриця) este o comună în raionul Pereciîn, regiunea Transcarpatia, Ucraina, formată numai din satul de reședință.

## Demografie
Componența lingvistică a comunei Turîțea
     Ucraineană (98%)
     Rusă (1,91%)
     Alte limbi (0,09%)
Conform recensământului din 2001, majoritatea populației comunei Turîțea era vorbitoare de ucraineană (98%), existând în minoritate și vorbitori de rusă (1,91%).